# II. Pinedzsem

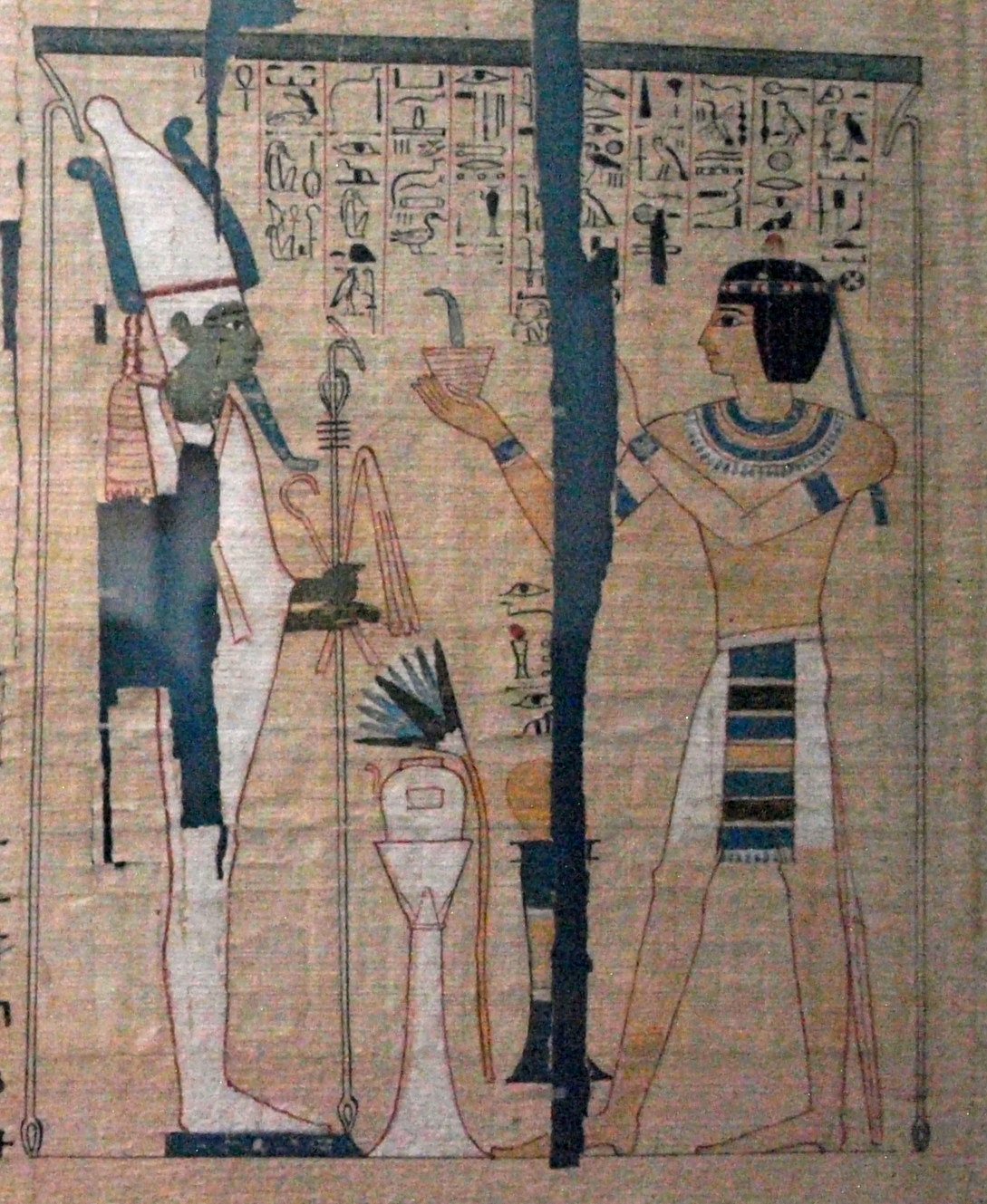
Ábrázolása a Halottak Könyve példányában, mely az ő számára készült

II. Pinedzsem ókori egyiptomi főpap, Ámon thébai főpapja és így a déli országrész de facto uralkodója i. e. 990 és 969 közt, a XXI. dinasztia idején.
Apja Menheperré, aki szintén Ámon thébai főpapja volt. Anyja Iszetemheb, I. Paszebahaenniut fáraó lánya. Bátyját, a rövid ideig hatalmon lévő II. Neszubanebdzsedet követte a főpapi székben. Bátyjához hasonlóan ő is egy leánytestvérét, Iszetemhebet vette feleségül; másik felesége unokahúga, Neszihonsz volt (II. Neszubanebdzsed és másik felesége, Tahentdzsehuti leánya).
Pinedzsem volt a főpap, amikor korábbi thébai fáraók és királyi családtagok múmiáit, köztük azokat, akik a jóval korábban hatalmon lévő XVIII. és XIX. dinasztia tagjai voltak, újratemették a Deir el-Bahari-i rejtekhely néven is ismert DB320-as sírban, melybe magát Pinedzsemet is temették feleségeivel és legalább egyik leányával (Neszitanebetasru) együtt. Az újratemetettek közt volt I. Jahmesz, I. Amenhotep, I. Thotmesz, II. Thotmesz, III. Thotmesz, I. Ramszesz, I. Széthi, II. Ramszesz, IX. Ramszesz, valamint I. Pinedzsem, aki apai ágon nagyapja, anyai ágon dédapja volt II. Pinedzsemnek. A sírt 1881-ben fedezték fel.
Iszetemhebtől született gyermekei:
- II. Paszebahaenniut fáraó.[3]
- Harweben, Ámon énekesnője. Bab el-Gaszusznál temették el, temetkezési kellékei a kairói Egyiptomi Múzeumban találhatóak.[4]
- (?) Henuttaui, Ámon isteni felesége.[4]

Neszihonsztól született gyermekeit egy szöveg említi: két fiú, Tjanefer és Maszaharta, és két lány, Itaui és Neszitanebetasru. Utóbbinak múmiáját, koporsóit és usébtijeit megtalálták a DB320-as sírban, ma Kairóban találhatóak.

## Külső hivatkozások
- Ámon főpapjai 1080 - 775
- II. Pinedzsem